# 澁澤倉庫

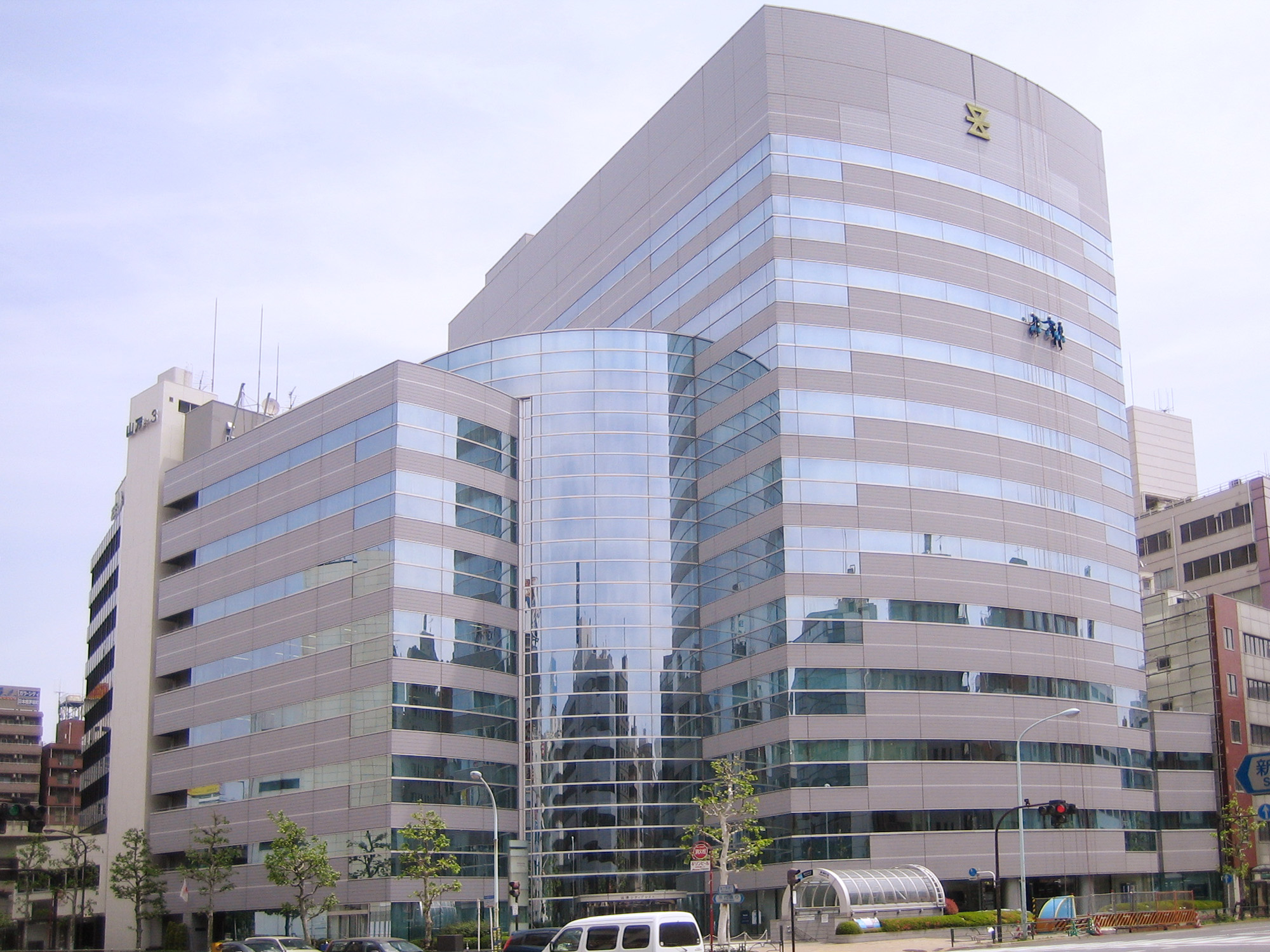
2009年まで本社を置いていた茅場町にある「澁澤シティプレイス」

澁澤倉庫株式会社（しぶさわそうこ、英: Shibusawa Logistics Corporation）は、東京都江東区に本社を置く物流企業である。

## 概要
1897年に日本の資本主義の父と称される渋沢栄一が、自邸倉庫を使い渋沢家直営事業として創業した。同じく渋沢栄一が設立し経営に携わった第一銀行と創業時より親密であり、その流れを汲んで旧第一勧銀グループ（現みずほフィナンシャルグループ）の三金会や、渋沢栄一、第一銀行が支援した旧古河財閥の流れを汲む古河グループの古河三水会に所属している。
現在は物流事業、不動産事業を営む。飲料物流、日用雑貨品物流、多品種少ロット品物流、アジア地場物流等を得意とし、ロボティクス等の先進技術活用にも積極的。主要取引先にサントリーグループ、P&Gグループなど多数。

## 主力事業
- 倉庫保管サービス
- 陸上運送サービス
- 輸出入フォワーディングサービス
- 港湾運送サービス
- トランクルーム（文書保管）サービス
- 引越サービス
- 情報システムサービス
- 海外物流事業
- 不動産事業

## 国内主要拠点
- 本社・東京支店 - 東京都江東区永代2丁目37-28澁澤シティプレイス永代[注 1]
- 横浜支店 - 横浜市中区山下町23日土地山下町ビル
- 中部支店 - 小牧市入鹿出新田822
- 大阪支店 - 大阪市港区築港4丁目1-11
- 神戸支店 - 神戸市中央区港島1丁目5-8
- 中国･九州支店 - 福岡県糟屋郡新宮町下府2丁目9-26

## 海外主要拠点
- 香港 - 澁澤（香港）有限公司
- 上海 - 澁澤物流（上海）有限公司
- 広州 - 澁澤物流（上海）有限公司広州分公司
- 武漢 - 澁澤物流（上海）有限公司武漢分公司
- ホーチミン - Shibusawa Logistics Vietnam Co.,Ltd
- ハノイ - Shibusawa Logistics Vietnam Co.,Ltd Hanoi Branch、Vinafco Joint Stock Corporation
- マニラ - TDG-Shibusawa Logistics,Inc.

## 沿革
- 1874年（明治7年）- 渋沢栄一が大蔵省で自ら立案し前年実施された地租改正による税の金納化の影響で、年貢米の江戸、大阪への廻漕と換金を軸にした米穀物流が崩壊。米穀物流の再建に、東京の物流集積地の深川で従兄の渋沢喜作と取り組みを始める。喜作が米穀を諸地方から深川に廻漕し、栄一は深川で旧藩蔵屋敷や問屋の土蔵倉を借上げて廻米問屋に貸付て廻米を保管させ、第一国立銀行による荷為替決済による換金の制度化を実施。
- 1876年（明治9年）- 栄一は自邸を兜町の第一国立銀行内から、深川福住町（現 澁澤倉庫本社の所在地）の廻米問屋近江屋喜左衛門旧宅に移し、邸内の土蔵群と近隣の土蔵群を、米穀物流再建に携わる渋沢喜作の渋沢商店や深川の廻米問屋に貸し出す貸蔵業を拡大。
- 1877年（明治10年）- 栄一は銀行経営者団体の択善会をリードし、日本全国に倉庫を整備し、預った物品の預り証券を発行して銀行で換金できる制度を創設する様に、倉庫業創設の建白書を政府に提出。
- 1882年（明治15年）- 倉庫業創設建白書に対して動かぬ政府に対して、栄一は自ら発起人となり、渋沢喜作らと協力して倉庫保管の「倉庫会社」と、倉庫金融の「均融会社」を深川で創業。荷主から独立した初の倉庫業であり、それまでの場所貸の対価の蔵敷料では無く、保管責任に対する対価としての保管料を設定。
- 1885年（明治18年）- 預り荷物の保管責任が曖昧であったことによる、深川廻米騒動（深川恐慌）により「倉庫会社」、「均融会社」は、大きな経営上の打撃を被る。政府へ支援要請するも政府は動かず休業に追い込まれる。
- 1886年（明治19年）-渋沢家深川邸にて、栄一長男篤二を社長として、篤二や寄宿生の勉学と発表の場として龍門社（現 渋沢記念財団）結成される。
- 1897年（明治30年）3月30日 - 明治20年代になり財閥各社が財閥内貨物を保管するための倉庫業を創業するが、栄一は倉庫業とは公共的な存在であるべきとの考えで、広く新興の商工業者が利用できる様にと、また、自身が頭取を務め新興の商工業者を支援する第一銀行の担保品の保管も想定し、東京深川の自邸[注 2]内の土蔵群を中心として渋沢家の直轄事業として、澁澤倉庫部を創業。 栄一は第一銀行頭取在任のまま営業主となり、 栄一長男篤二を倉庫部長とし、八十島親徳ら渋沢家元方を経営管理にあたらせた。当初は深川近隣の回米商の渋沢商店（渋沢喜作が創業し商標はマルキ、当時は長男作太郎が当主）、山崎繁治郎商店（山崎種二の叔父繁治郎が創業し商標ヤマキ）からの借庫も現物出資とみなした匿名組合形態でスタート。
- 1900年（明治33年）- 栄一は旧主の徳川慶喜を倉庫部を置く深川邸に招き饗応。
- 1903年（明治36年）- 渋沢商店、山崎繁治郎商店との匿名組合契約を終了し、澁澤家単独の事業とする。
- 1905年（明治38年）8月 - 渋沢家が住居を三田綱町に移築[注 3] 深川は澁澤倉庫部専用地となる。
- 1907年（明治40年） - 深川にて日本初となる鉄筋コンクリート造平屋倉庫を栄一が経営に携わる清水組[注 4]（現 清水建設）に発注。
- 1909年（明治42年）
  - 7月 - 南茅場町（現在の茅場町）出張所開設[注 5]
  - 7月15日 - 拡大する財閥倉庫等のライバル各社に対抗するため、第一銀行の出資を受けて株式会社に改組し澁澤倉庫株式会社とする。　資本金50万円　渋沢家と第一銀行が株主(渋沢栄一家50%、第一銀行40％、横浜渋沢家（喜作家）10％）　社長を置かず会長・専務制を採る 取締役会長に渋沢栄一長男渋沢篤二、専務取締役に渋沢栄一秘書役八十島親徳、取締役に第一銀行取締役日下義雄就任
- 1912年（明治45年）1月 - 渋沢篤二に代わり第一銀行取締役総支配人佐々木勇之助が同職在任のまま取締役会長就任
- 1915年（大正4年）
  - 9月 - 深川に清水組施工で2階建延床面積1200坪の最新鋭鉄筋コンクリート倉庫建設 日本初の二階荷揚機（コンベヤー装置）設置
  - 10月 - 第一銀行、地元銀行の要請により小樽出張所開設（大正11年支店に改組）
- 1916年（大正5年）7月 - 取締役会長佐々木勇之助が渋沢栄一に代わり第一銀行頭取に就任 引続き取締役会長を兼務
- 1918年（大正7年）1月 - 渋沢栄一秘書の増田明六 監査役就任
- 1920年（大正9年）4月 - 渋沢栄一娘婿の明石照男 取締役就任
- 1920年（大正9年）7月 - 第一回増資、資本金200万円とする　増資に際し、渋沢栄一と関係の深い徳川慶久家（慶喜嫡子）にも株式を割当（渋沢家50.25％、第一銀行33.5％、横浜渋沢家10％、徳川慶久家6.25％）
- 1922年（大正11年）5月 - 第一銀行の斡旋により門司支店開設
- 1922年（大正11年）9月 - 渋沢栄一長男の渋沢篤二専務取締役として復帰
- 1923年（大正12年）4月 - 渋沢喜作三男の渋沢義一取締役就任
- 1923年（大正12年）9月 - 関東大震災後、茅場町（旧町名 南茅場町）に本社を移転
- 1924年（大正13年）5月 - 蛎殻町出張所開設[注 6]
- 1926年（大正15年）1月 - 渋沢栄一嫡孫の渋沢敬三 取締役就任
- 1927年（昭和2年）
  - 2月 - 渋沢篤二、取締役会長再任
  - 7月 - 第一銀行取締役野口弘毅、監査役就任
  - 10月 - 蠣殻町倉庫4階建竣工
- 1929年（昭和4年）8月 - 茅場町河岸倉庫5階建竣工
- 1932年（昭和7年）12月 - 渋沢篤二死去により、渋沢栄一娘婿の明石照男第一銀行副頭取が、同職在任のまま取締役会長就任
- 1933年（昭和8年）7月 - 渋沢家秘書の渡辺得男、監査役就任
- 1933年（昭和8年）12月 - 第一銀行の斡旋により鈴木商店系列の浪華倉庫株式会社を合併、横浜支店、大阪支店開設、
- 1935年（昭和10年）10月 - 第一銀行常務取締役杉田富が、同職在任のまま取締役会長就任
- 1937年（昭和12年）
  - 1月 - 神戸出張所開設（昭和16年支店に改組）
  - 6月 - 本店事務所・茅場町表倉庫3階建竣工
- 1938年（昭和13年）1月 - 渋沢敬三の弟渋沢智雄、取締役就任
- 1940年（昭和15年）1月 - 第一銀行副頭取佐々木修二郎（当社会長、第一銀行頭取佐々木勇之助二男）が同職在任のまま取締役会長就任
- 1941年（昭和16年）7月 - 渋沢家中ノ家当主の渋沢治太郎、取締役就任
- 1945年（昭和20年）3月 - 第一銀行取締役矢崎邦次、専務取締役就任
- 1946年（昭和21年） 
  - 本社事務所GHQに接収、当社並びに当社株主渋沢同族会社が制限会社に指定
  - 当社の持株会社渋沢同族社長の渋沢敬三は公職追放、当社発祥の深川より移築した三田綱町渋沢邸は戦後処理の臨時課税である財産税として国に物納[注 7]
- 1948年（昭和23年） - 第一銀行および渋沢同族株式会社保有の当社株が証券保有制限令、持株会社整理委員会令により処分
- 1949年（昭和24年）5月 - 会長・専務制から社長制へ移行、第一銀行出身の矢崎邦次初代社長就任
- 1950年（昭和25年）12月 - 東京証券取引所上場
- 1954年（昭和29年）3月 - 親和海運株式会社設立
- 1956年（昭和31年）5月 - 渋沢敬三の学友で、渋沢栄一ゆかりの石川島重工業出身の中山正則、社長就任
- 1957年（昭和32年）
  - 10月 - 第一銀行の支店・社宅所有不動産会社、清和興業株式会社（現・清和綜合建物株式会社）の設立に参加
  - 11月 - 渋沢敬三の弟渋沢信雄、監査役就任
- 1963年（昭和38年）
  - 5月 - 第一銀行と合弁で澁澤不動産株式会社設立（統合により、中央不動産株式会社を経て中央日本土地建物グループ株式会社）、澁澤倉庫中山社長が社長兼務
  - 7月 - 澁澤陸運株式会社設立
- 1964年（昭和39年）4月 - 第一銀行常務の八十島親義（渋沢栄一秘書役八十島親徳三男）銀行を退職し澁澤倉庫社長兼澁澤不動産社長就任
- 1967年（昭和42年）11月 - 渋沢栄一の子の第一銀行頭取長谷川重三郎、取締役就任
- 1969年（昭和44年）
  - 8月 - 国際航空貨物運送取扱業務開始
  - 9月 - 澁澤倉庫（香港）有限公司（現・澁澤（香港）有限公司）設立
- 1972年（昭和47年）4月 - 総合物流体制強化を目的に倉庫・海運・陸運の営業一体化実施
- 1973年（昭和48年）5月 - 田中昌司、社長就任
- 1983年（昭和58年）6月 - 第一銀行元頭取井上薫、監査役就任
- 1985年（昭和60年）6月 - 角田彦三社長就任、第一勧業銀行会長 藤森鐵雄 監査役就任
- 1991年（平成3年）
  - 4月 - 東京茅場町にオフィスビル「澁澤シティプレイス」竣工、本社を「澁澤シティプレイス」に移転
  - 6月 - 第一勧業銀行、オリエントコーポレーション出身の栗村恒治社長就任
- 1994年（平成6年）12月 - 上海駐在員事務所開設
- 1995年（平成7年）6月 - 角田彦三、社長再任
- 1996年（平成8年）6月 - 伊藤幸治、社長就任
- 1998年（平成10年）7月 - ホーチミン駐在員事務所開設
- 2000年（平成12年）6月 - 北村敏夫、社長就任
- 2002年（平成14年）9月 - 澁澤物流（上海）有限公司設立
- 2004年（平成16年）
  - 5月 - 東京永代にオフィスビル「澁澤シティプレイス永代」竣工
  - 6月 - 犬塚静衛、社長就任
- 2005年（平成17年）8月 - 広州駐在員事務所開設
- 2009年（平成21年）
  - 6月 - 笠原伸次、社長就任
  - 7月 - 神戸支店を港島の新拠点に移転
  - 8月 - 本社を東京永代に移転
  - 9月 - 東京蠣殻町にオフィスビル「澁澤シティプレイス蛎殻町」竣工
  - 11月 - ホーチミンにShibusawa Logistics Vietnam Co., Ltd.設立
- 2011年（平成23年）11月 - Shibusawa Logistics Vietnam Co., Ltd.のハノイ支店開設
- 2013年（平成25年）
  - 6月 - 澁澤物流（上海）有限公司の広州分公司開設
  - 6月 - 今井恵一、社長就任
  - 9月 - マニラ駐在員事務所開設
- 2014年（平成26年）
  - 4月 - 大阪茨木に物流施設「茨木倉庫A棟」竣工
  - 8月 - 横浜恵比須町に物流施設兼R&Dオフィスビル「澁澤ABCビルディング1号館」竣工
  - 11月 - ベトナムの物流会社Vinafco Joint Stock Corporationの株式取得
- 2015年（平成27年）5月 - 大阪茨木に物流施設「茨木倉庫B棟」竣工
- 2017年（平成29年）6月 - 大隅毅、社長就任
- 2018年（平成30年）
  - 4月 - 澁澤物流（上海）有限公司の武漢分公司解説
  - 6月 - ダイドードリンコ株式会社と合弁でダイドー・シブサワ・グループロジスティクス株式会社設立
- 2019年（令和元年）10月 - 株式会社データ・キーピング・サービスを関連会社化
- 2020年（令和2年）2月- 横浜恵比須町に物流施設兼R&Dオフィスビル「澁澤ABCビルディング2号館」竣工
- 2022年（令和4年）
  - 6月 - フィリピンTDG社と合弁でマニラにTDG-Shibusawa Logistics,Inc.設立
  - 6月 - BYDジャパン株式会社とカーボンニュートラルとサーキュラーエコノミーに関する包括業務提携契約を締結
  - 7月 - 平和みらい株式会社を連結子会社化
- 2024年（令和6年）
  - 2月 - CDP気候変動レポート「B」スコア評価
  - 3月 -千葉市に飲料物流特化型拠点「千葉北第三倉庫」竣工
  - 3月 - 神戸港に危険物倉庫「七突倉庫」竣工
  - 3月 - 大阪茨木に危険物倉庫「茨木危険物倉庫」竣工
  - 3月 - JCR長期発行体格付「A」評価
- 2025年（令和7年）
  - 1月 - 英文商号を「The Shibusawa Warehouse Co., Ltd.」から「Shibusawa Logistics Corporation」に変更（予定）

## 創業者渋沢栄一と倉庫業

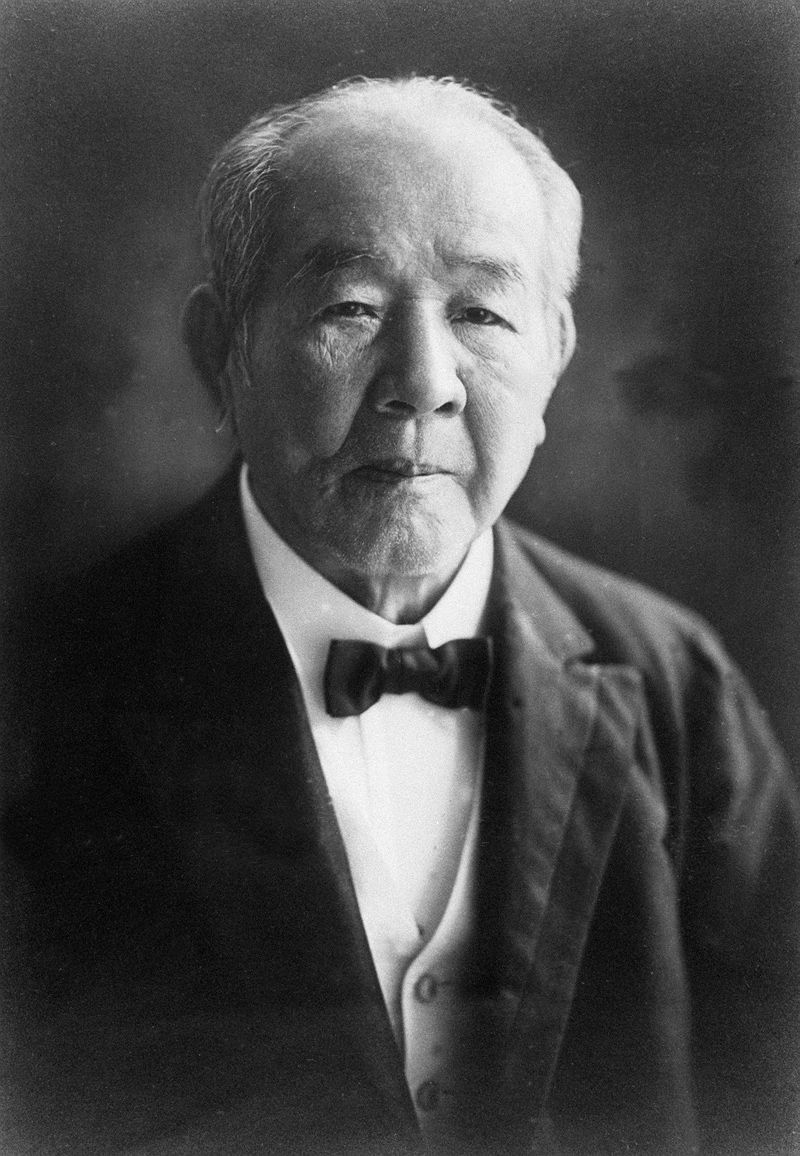
創業者渋沢栄一

渋沢栄一は天保11年（1840年）武蔵国榛沢郡血洗島村（現埼玉県深谷市血洗島）の豪農の家に生まれた。やがて尊王攘夷運動に身を投じたものの、文久3年（1863年）地元での蹶起を断念して京都に逃れるため故郷を離れた。京都では朝議参与として在京していた一橋慶喜に仕えることとなった。その後慶喜が将軍になるに至り、結果自身も幕臣の身となってしまったが、慶応3年（1867年）パリ万国博覧会に将軍慶喜の名代として参加する慶喜実弟で年若き御三卿の清水家当主徳川昭武（後に水戸藩主）の随員たる命を受け、日本を離れヨーロッパ諸国を歴訪した。そこで産業革命に成功したヨーロッパ諸国の近代産業と発達した資本主義の社会諸制度に感銘を受け、知識を吸収する。
明治維新後に帰国し、新政府出仕の招請を受けて大蔵省高官に就くも、明治6年（1873年）に官を辞し実業界に転じる。日本初の銀行である第一国立銀行創設を足掛かりに、化学、紡績、製紙、造船、ホテル、ビール、ガス、電力などの日本の近代産業を担う多数の企業設立や、近代社会に不可欠な教育、福祉、医療に係る社会事業創設に取り組んだ。日本の資本主義の生みの親とも呼ばれ、日本の近代社会発展に指導的役割を果たした。
そうした活動の中で、物流や倉庫が社会インフラとして重要な位置を占めることに早くから着目し、商工業を適正に発展させるるためには銀行、保険などと共に倉庫業の発達が不可欠との信念を持ち続け、倉庫業の創設発展に尽力した。
具体的には、明治6年（1873年）の地租改正の租税金納化により、それまでの年貢米の廻米換金という米穀物流の仕組みが損なわれていたことを受けて、明治7年（1874年）頃より第一国立銀行の立ち上げと並行して、従兄の渋沢喜作と共同で米穀物流の再建に奔走した。明治9年（1876年）には物流の中心地、深川にあった近江屋飯島喜左衛門旧宅を当時の持主である豪商伊藤八兵衛から一連の土蔵群と共に自ら購入して住居を移し、その土蔵群に近隣の土蔵を加えて廻米業者への貸倉を行った。同時にその倉荷の荷為替を銀行で決済する制度の創設にも取り組んだ。明治10年（1877年）荷主から独立した倉庫を全国に設置し、物品の保管や流通の他、その倉荷証券の換金により金融の便も図るという、堅実で信用ある倉庫制度を日本中に創設する必要があると、択善会（東京銀行協会の前身）をリードして政府への建白書を提出する。明治15年（1882年）には自らが発起人となり、渋沢喜作、安田善次郎らを誘い、深川に倉庫保管を行う「倉庫会社」と倉庫金融を行う「均融会社」の兄弟会社2社を設立、保管場所の提供に対する対価では無く、保管に対する対価である保管料の考え方を提唱し事業を開始するが、保管責任が曖昧な旧来慣行に端を発する深川廻米騒動等もあり、明治18年（1885年）に二社は休業に追い込まれる。明治20年代になって、ようやく財閥各社などによる倉庫業が開業され始めるが、財閥に偏ることなく新興の商工業者が利用できる倉庫が必要との信念と、保管責任を全うできる荷役直営体制などの倉庫業のモデルを実践する必要があるとの考えから、明治30年（1897年）深川自邸内の倉庫群を使い、栄一自身を営業主、長男渋沢篤二を倉庫部長として、自ら倉庫業を開業するに至った。家業として開始したため、澁澤の名を冠して澁澤倉庫部とした。

## 社章

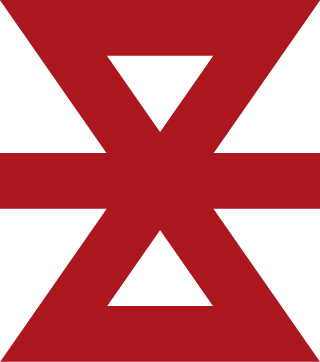
社章

血洗島にあった渋沢栄一の生家では、養蚕業の他に染料となる藍玉の製造販売も家業としていた。この藍玉の商いの際に使用した記章が、現社章の起源とされている。渋沢一族の本家である通称「東ノ家」では、糸巻きのようなこの印を「チギリボシ」と呼んで、家財道具のありとあらゆるものに付けていたという。この記章を澁澤倉庫では「りうご」と呼んでいるが、元来は糸巻きに糸を巻き付けた形を図案化したもので、この形が鼓を立てて横から見た形に似ているところから「立鼓（りうご）」と呼ぶようになった、などと言われている。この渋沢家の記章を創業の際より、倉庫現場の作業員が着用する袢纏に赤く染め抜いたり、倉庫の壁に掲げたりして使用してきた。澁澤倉庫部が株式会社に改組後も、社章として現在まで使用されている。

## 主要関係会社

### 国内グループ企業
- 澁澤陸運株式会社
- 大宮通運株式会社
- 日正運輸株式会社
- 平和みらい株式会社
- 北海澁澤物流株式会社
- 澁澤ファシリティーズ株式会社
- 澁澤コネクト株式会社
- 九州澁澤物流株式会社
- 中部システム物流株式会社
- 株式会社オーミパッケージ
- ヤマコー・テクノ流通株式会社
- 株式会社データ・キーピング・サービス
- 株式会社ＤＫＳロジスティクス
- ダイドー･シブサワ･グループロジスティクス株式会社

### 海外グループ企業
- 澁澤（香港）有限公司
- 澁澤物流（上海）有限公司
- Shibusawa Logistics Vietnam Co.,Ltd.
- TDG-Shibusawa Logistics, Inc
- Vinafco Joint Stock Corporation